# 澳門廣大中學
澳門廣大中學（葡萄牙語：Escola Kwong Tai），是澳門一所私立學校，於1938年12月16日創立。其前身為私立廣州大學（1927年－1951年）的附屬中學。其辦學宗旨乃「以人為本、與時並進、五愛五育並行」。該校已加入澳門免費教育網，現設中學部、小學部及幼稚園。校本部設有中一至中六等六個年級，分教處設有幼稚園及小一至小六等九個年級，提供十五年基礎教育。

## 歷任校長
（1938年-1946年）廣州大學附屬中學澳門分校時期
- （1938年-1939年），上任半年後離任:譚維漢(廣州大學附屬中學澳門分校主任兼澳門分校校長)
- （1938年－1946年）:陳律平(廣州大學附屬中學澳門分校校長澳門分校主任兼創辦人)

（以上校長皆已故）
(1946年至今）澳門廣大中學時期
（1946年-1994年）（陳律平擔任校長直至逝世）
（1994年-1996年）陳達明（校長） (陳律平之子，署任）
（1996年-2016年尾）陳達明（校長）(陳律平之子正式擔任）
（2017年至今）陳建邦
歷任校監
（1946年-1990年）[鄭仲永]校長兼任
（1990年-1996年）由副校長兼任
（1996年-2016年尾）由校長兼任
（2017年-2021年，任內逝世）陳達明（校監）
歷任校長顧問
（1946年-1990年）陳律平校長兼任
（1990年-2016年尾 ）由校長兼任
（2017年-2018年）由代理副校長兼任
（2018年至今）陳建熊（陳建邦之哥哥）
歷任校務顧問
2017年創設此職位
（2017年-2021年，現已退休）王瑪麗（老師）

歷任副校長
1980年起創設此職位
（1990年-1996年）（由校監兼任）
（1996年-2006年）（由校長兼任）
（2006年-2016年尾）陳建邦
（2017年-2018年）陳建熊（代理副校長，陳建邦之哥哥）
（2018年至今）宋敏（由校長委任，非親屬關係）
歷任校長辦公室主任
（1946年-1996年）由陳律平校長兼任
（1996年-2006年）由校長兼任
（2006年-2015年）由副校長兼任
2015年起正式委任資深員工擔任，不再以校長級成員兼任
（2015年-2017年）宋敏（主任）
（2017年-2019年）岑麗燕（老師）（代理主任）
（2019年至今）鄭仲永（主任）

## 現任主任
中學及分教處主任
總務主任：吳麗芳（小學教師）
中學部現任主任
校長事務：岑麗燕（行政主任，最高主任，總主任）
教學事務：梁庭霞（教務主任）
學生事務：主任：周艷韞（訓導事務）、
阮偑瑤（公民事務）
副主任：李錦健（學習事務）
分教處現任主任
小學部現任主任：
行政副主任：	岑麗燕
分教處主任：	李婉瓊
分教處學生事務副主任：吳惠嫻
幼稚園現任主任
幼稚園主任：張婉媚

## 學校沿革

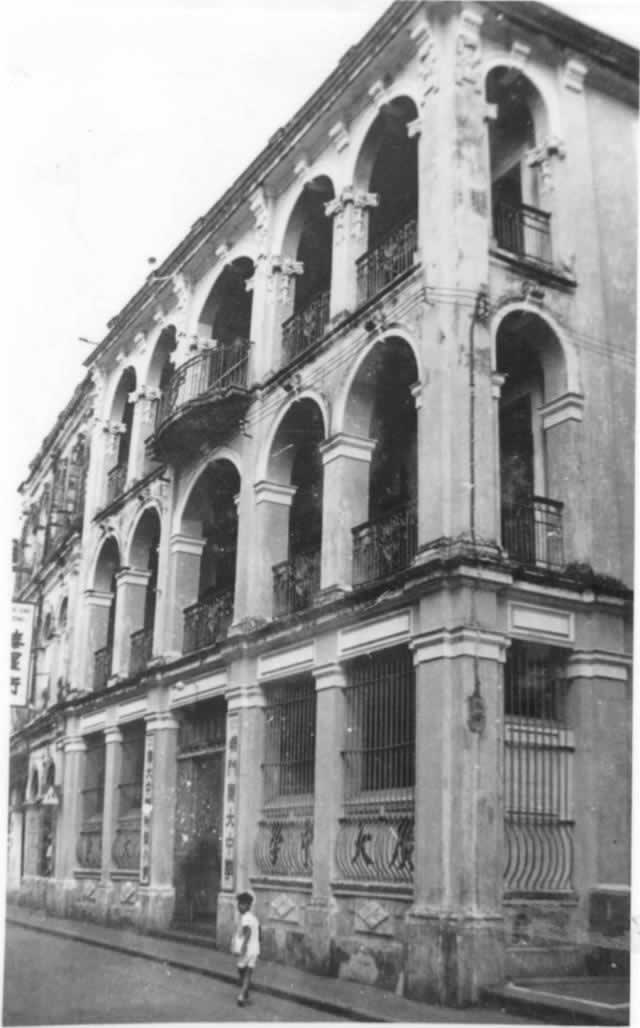
澳門廣大中學白馬行校址（1938年－1971年）

### 白馬行校舍時代（1938-1971）[1][2][3]
- 1938年冬，為躲避日軍戰火，原私立廣州大學附屬中學部分師生離開廣州，來到澳門籌設分校，獲發澳葡政府華務專理局辦校准照53號，租白馬行街3號B為校舍，校名為私立廣州大學附屬中學澳門分校，而原設於開平沙朗鄉之私立廣州大學附設計政訓練班及附屬中學也遷入合辦。由譚維漢[4](1896年-1986年，曾任私立廣州大學領導職位，1949年任香港廣大中學校長)教授任分校主任。
- 1938年12月16日，舉行“遷校復課始業典禮”，是日定為建校紀念日，當時註冊學生有計政班一班22人及中學部六班247人。
- 1939年1月4日，由陳律平[5](1903年-1994年，廣東番禺人，曾任私立廣州大學教授，歷任澳門廣大中學校長，曾兼任澳門穎川小學校長)教授任分校主任，主持校務。
- 1939年3月5日，增租白馬行街7號為第二校舍，二龍喉張園為教職員及學生宿舍。
- 1939年4月9日，改租白馬行街5號(門牌號後來改為37號，《澳門日報》舊社址)為校舍，原設於白馬行3號及7號之各校一併遷入。
- 1941年7月2日，校名易為私立廣州大學附屬第二中學（私立廣州大學附屬中學香港分校同日易名為私立廣州大學附屬第一中學）
- 1941年9月8日，增辦小學並在板樟堂街31、33號3樓開設廣大附中第二校作為小學校舍及學生宿舍。
- 1946年8月9日，按照當時國民政府新頒之中國大學不得於海外辦附屬中學的法令，改組為澳門私立廣大中學，陳律平教授為校長，全權負責管理學校。
- 1946年8月12日，因小學人數增加，於水坑尾街9號另設附小校舍，獲發澳葡政府教育督導處171號准照，廣大附中第二校也併入附小。
- 1953年9月，因小學學生人數減少，附屬小學併入白馬行校本部。

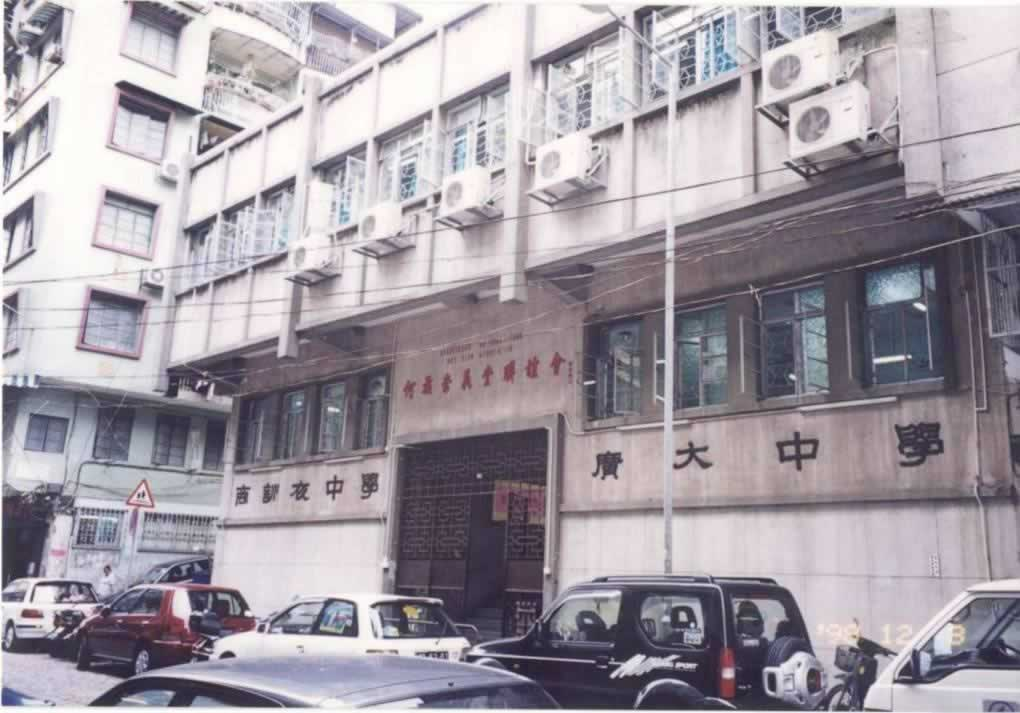
澳門廣大中學大三巴校址（1971年－1999年）

### 大三巴校舍時代（1971-1999）[1][2]
- 1971年7月，在澳門知名人士何賢先生的鼎力相助下，廣大中學搬入大三巴街35號何族崇義堂已停辦的崇義小學原校舍，與商訓夜中學共用校舍。當時因環境關係，學生人數大約為400人。
- 1978年，獲發澳葡政府107/1978號批給准照。
- 1994年2月，陳律平校長不幸逝世。
- 1994年4月，由陳達明先生接任校監，全面主持工作。
- 1995年，澳門政府將位於澳門黑沙環永寧街海景園第2座31號約兩萬多平方尺的二樓停車場無償撥給廣大中學。改建後，把幼稚園、初小搬到新校舍，作為分教處(分校)，同年7月正式啟用。
- 1996年8月，陳達明先生兼任校長。

### 聯薪廣場校舍時代（1999-2012）[1]
- 1998年，廣大中學建校六十年週年前夕，終於擁有了位於筷子基沙梨頭新街聯薪廣場三字樓近五萬平方尺的永久性新校舍。
- 1999年7月，筷子基新校舍(正校)啟用。
- 2005年，澳門政府又將正校校舍(筷子基)相鄰新大廈的一樓無償撥給廣大中學使用。學校將這一層作為正校校舍新翼，全部改建成教學輔助設施，例如圖書館、電腦語言室、多功能室、美勞室、史地室、科技創意室等。
- 2006年11月，正校校舍新翼啟用。
- 2009年1月16日，陳達明校長獲澳門特別行政區政府頒授“教育功績勳章”。

### 筷子基校舍時代（2012-）
- 2012年10月，中學部遷往筷子基新校舍，分教處遷往筷子基沙梨頭新街98號聯薪廣場三樓。

- 2021年5月，前校長陳達明先生在香港離世，校方舉辦追思活動悼念，多間學校校長出席活動懷念已故的校長，校方也製作特別影片被學校成員觀看。該校副校長發表特別全校講話分享已故校長生平及回憶往事。

## 學校簡介

### 校徽
澳門廣大中學校徽與私立廣州大學相似，一脈相承。顏色為紅色和白色，形狀像一面盾牌，中間有正體中文學校簡稱“廣大”及其國語拼音“Guang Da”的縮寫“GD”。另外，澳門廣大中學有時也使用簡化版的校徽，如用於冬季運動外套上。

### 校訓
澳門廣大中學的校訓為「博學篤行」。與原母校私立廣州大學的校訓一樣。

“博學篤行”四字乃出自《禮記·中庸》第十九章的句子“博學之、審問之、慎思之、明辨之、篤行之”，“博學”是指要開闊視野，努力地在知識的海洋中學習各方各面的知識；“篤行”是指將學到的知識努力地實踐出來。

### 校歌
- 原歌：原私立廣州大學校歌
- 作曲：原私立廣州大學校歌委員會
- 作詞：伍伯就
- 歌詞：

|  | 雲山蒼蒼，珠海泱泱。 廣大學府開堂皇。 英才樂育道大光， 明德新民止至善。 博學篤行示周行， 揚國光兮耀世界， 學術邁進兮民族其永昌。 民族其永昌。 |

## 組織團體
- 學生會
- 史地學會
- 電腦學會
- 語文學會
- 英文學會
- 視覺藝術學會
- 科學學會

### 歷史團體
- 私立廣州大學附設計政班曾在澳門廣大中學創校初期遷至澳門與澳門廣大中學合辦。
- 早期的學生組織包括：
  - 學生會：私立廣州大學附屬中學學生自治會(1932年成立)
  - 計政班班社：均社(1933年成立)
  - 中學班社：晉社(1946年成立)、緯社、虹社、行社
  - 小學班社：匡社

## 主要活動
校慶是澳門廣大中學最重要的節慶活動之一，於每年的12月中旬（紀念1938年12月16日學校誕生）舉行，主要活動有師生聯歡活動，如：師生籃球賽、師生拔河比賽等等，並有聯歡晚宴舉行。
另外該校亦有舉辦校運會、常識問答比賽、校園歌唱比賽等。

## 主要設施
一樓：校長室、副校長室、第一教員室、視藝室
二樓：第二教員室、課室層
三樓：第三教員室、電腦室、生化實驗室、物理實驗室

## 教員室分配
一樓：第一教員室（對像：所有主任、初一、初二級班主任及科任老師、專職人員、職員、部分其他科任老師）
二樓：第二教員室（對像：初三、高一級班主任及科任老師及其他部分科任老師）
三樓：第三教員室（對像：科組長、高二、高三級班主任及科任老師）

## 校園剪影

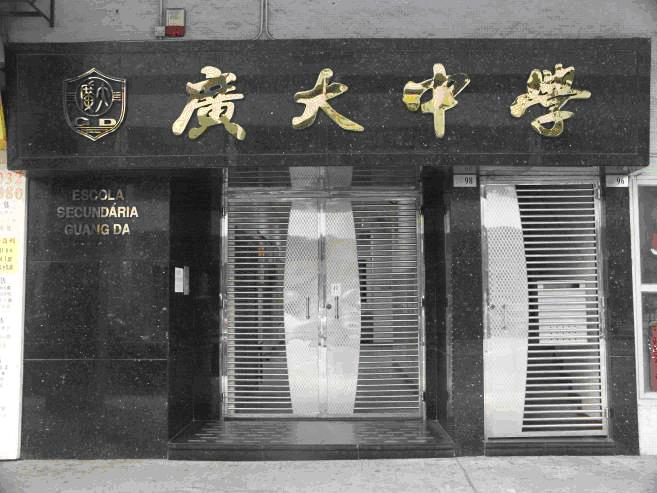
澳門廣大中學聯薪廣場（分教處）校址（2012年至今）
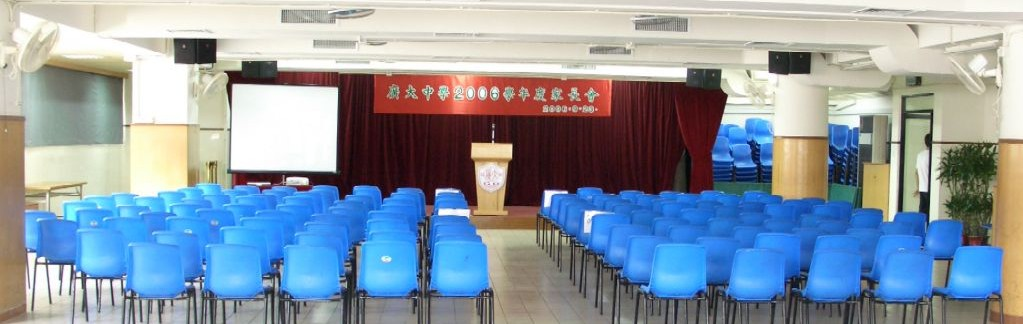
澳門廣大中學聯薪廣場（分教處）禮堂（1999年至今）
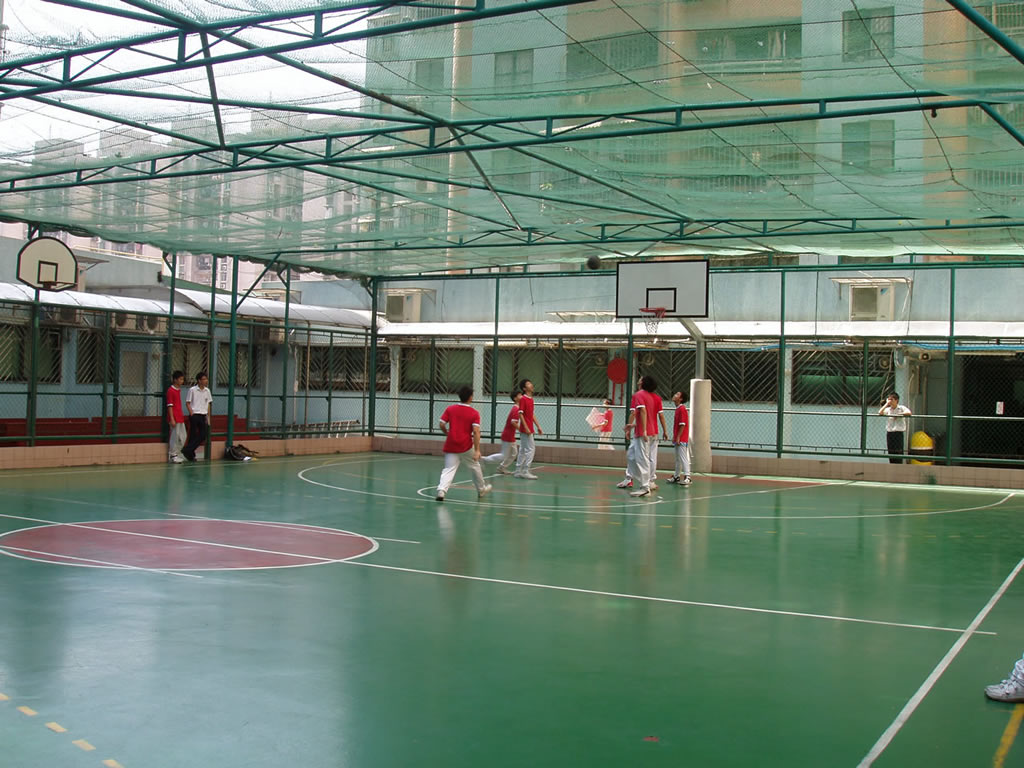
澳門廣大中學聯薪廣場（分教處）籃球場（1999年至今）
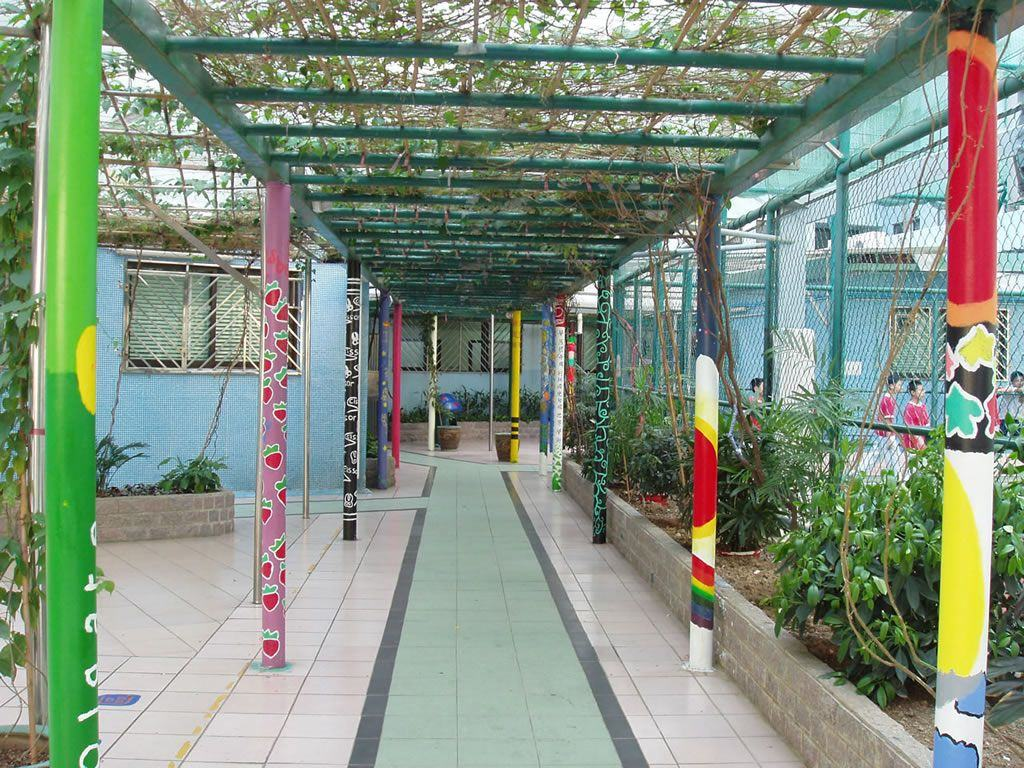
澳門廣大中學聯薪廣場（分教處）休憩區（1999年至今）
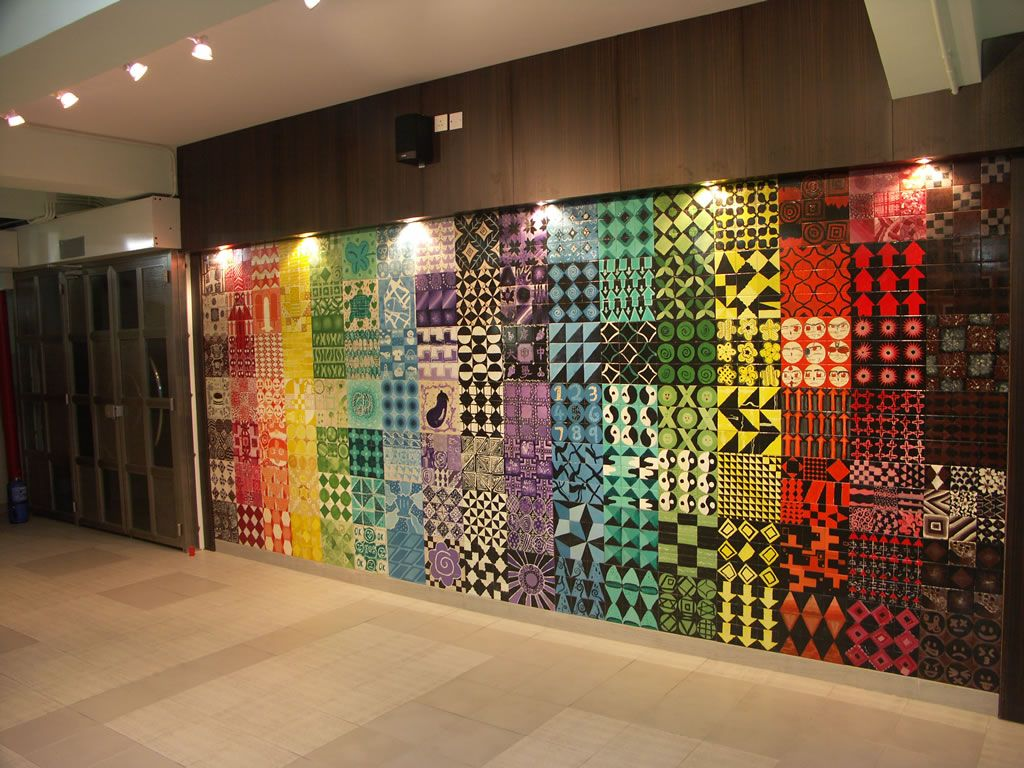
澳門廣大中學聯薪廣場（分教處）新翼（2006年至今）
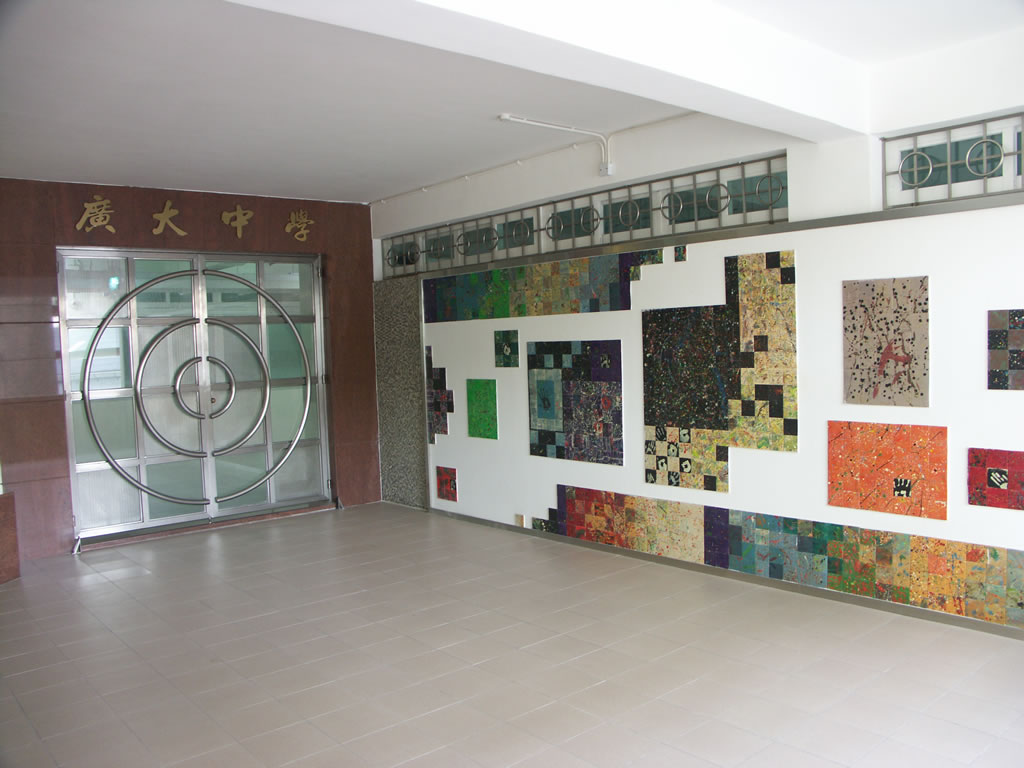
澳門廣大中學聯薪廣場（分教處）新翼（2006年至今）
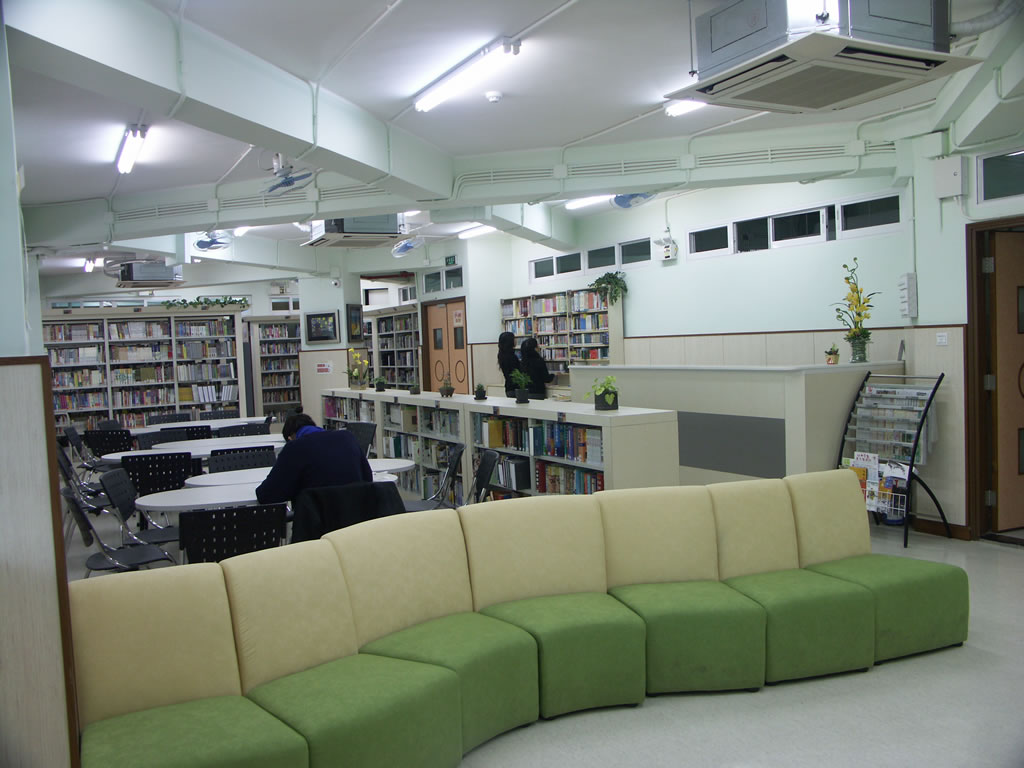
澳門廣大中學聯薪廣場（分教處）新翼圖書館（2006年至今）

## 外部連結
- 澳門廣大中學 （页面存档备份，存于）
- 台山市廣大中學